# Evangelisch-reformierte Kirche Hinte

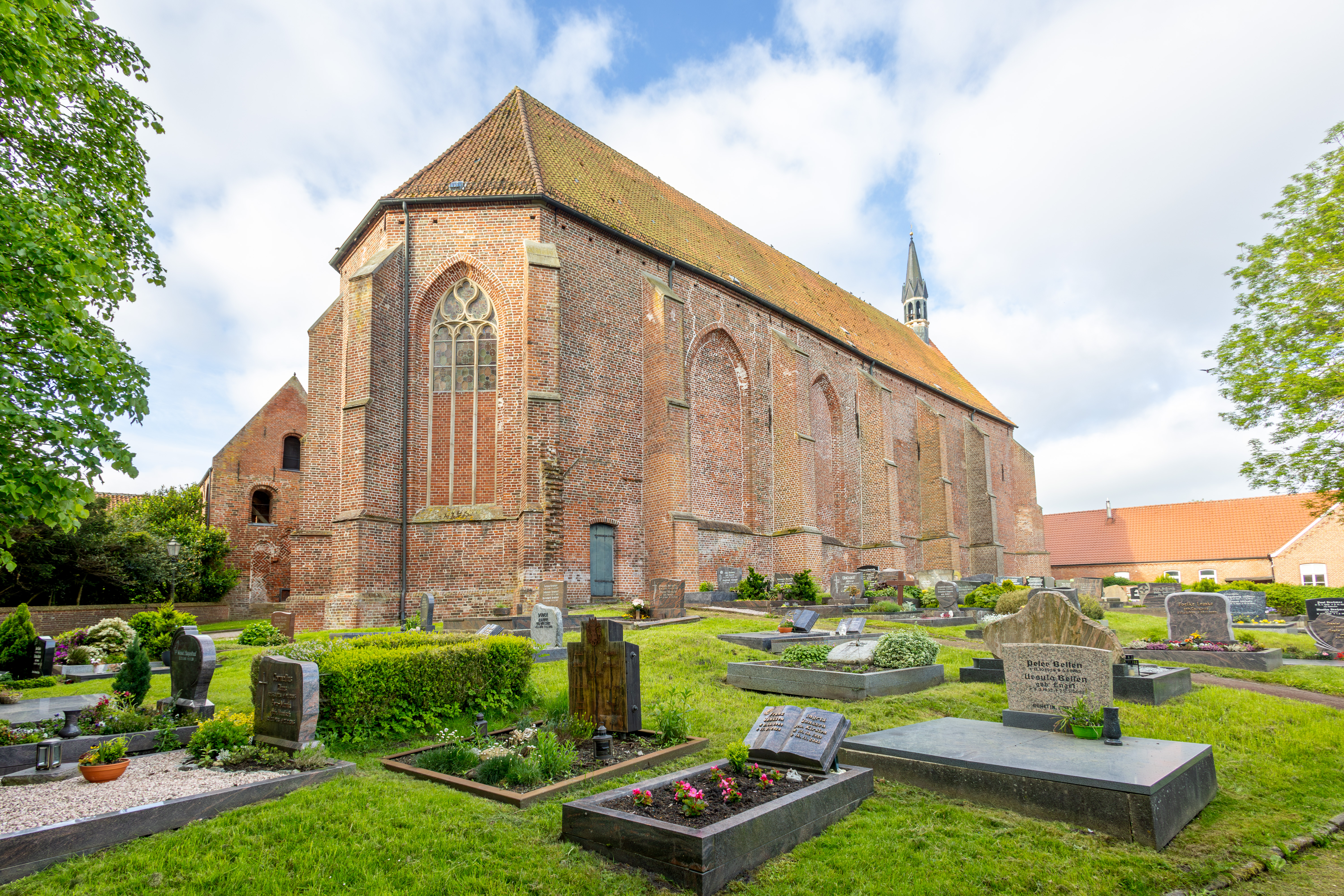
Kirche in Hinte

Die Evangelisch-reformierte Kirche in Hinte in Ostfriesland ist eine Saalkirche mit Fünfachtelschluss aus dem 15. Jahrhundert. Das ursprünglich dem heiligen St. Martin geweihte Bauwerk gilt als eines der bedeutendsten Kirchenbauwerke der Spätgotik in Ostfriesland. Es war bis zur Reformation eine Propsteikirche des Bistums Münster, in der neben den Gottesdiensten auch Sendgerichte abgehalten wurden. Die Kirche bildet zusammen mit der Wasserburg Hinta und den angrenzenden Wohnhäusern ein für Ostfriesland einzigartiges Ensemble.
Die der Kirche zugehörige Gemeinde gehört zum Synodalverband Nördliches Ostfriesland in der Evangelisch-reformierten Kirche innerhalb der Evangelischen Kirche in Deutschland.

## Geschichte

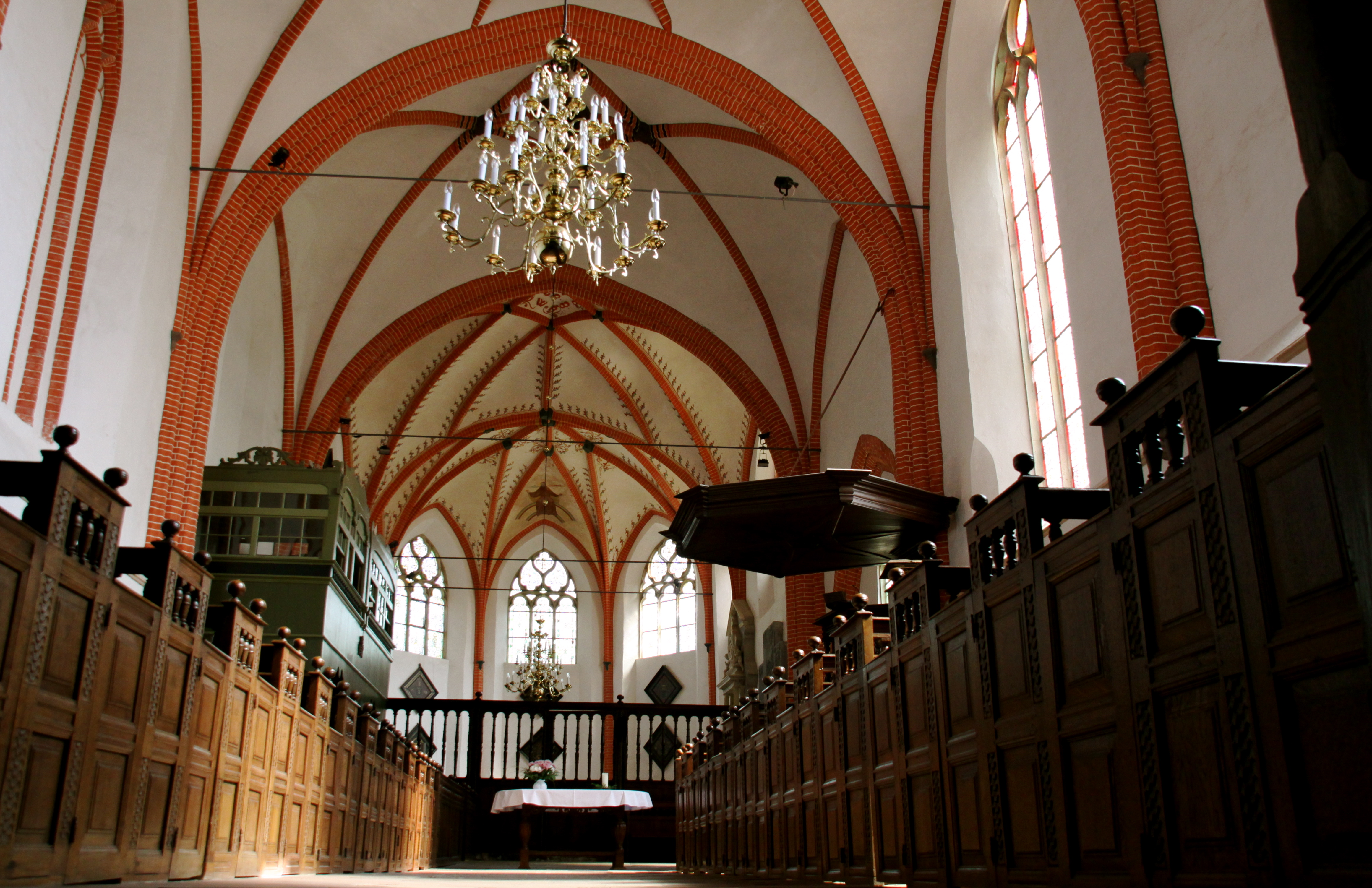
Innenraum mit Langhaus und Chor

Die evangelisch-reformierte Kirche Hinte liegt am nordöstlichen Rand der Dorfwarft. Sie hatte mindestens einen Vorgängerbau, von dem der abseits des Gebäudes stehende Glockenturm aus dem 13. Jahrhundert erhalten blieb. Der heutige Bau wurde in der zweiten Hälfte des 15. Jahrhunderts als Propsteikirche des Bistums Münster errichtet. In seinem Wandaufriss, den Maßwerken sowie in den Gewölben weist das Gebäude große Ähnlichkeiten mit der 1501 geweihten Klosterkirche von Ter Apel auf, so dass sie stilistisch in die Zeit um 1500 datiert wird. Vom Vorgängerbau wurde vermutlich die Nordwand in die heutige Kirche integriert. Darauf deuten die Reste eines alten Portals in der Nordwand hin, das von einem Strebepfeiler durchschnitten wird.
Zu Zeiten seiner Erbauung hatte das Gebäude Eingänge an der Nordseite und der Südseite. Ursprünglich war südlich eine Kapelle angebaut und an der Nordseite des Chorpolygons befand sich eine Sakristei, deren Tür noch vorhanden ist. Beide Anbauten wurden in späteren Zeiten abgerissen. Die in einem Gewölbefeld angebrachte Jahreszahl 1688 wird mit einer größeren Reparatur in Verbindung gebracht, in deren Verlauf vielleicht auch der Kapellenanbau und die Sakristei entfernt wurden.

## Baubeschreibung
Die Kirche in Hinte wurde im Stil der Spätgotik als einschiffige Saalkirche mit polygonalem Chor aus Backsteinen errichtet. Sie hat eine Länge von 46,7 m und eine Breite von 10,2 m.
Ihre Außenwände sind relativ schmucklos und nur durch die Stützpfeiler und Fensteröffnungen mit Sandsteinmaßwerk sowie ein umlaufendes Kaffgesims gegliedert. Die Nordwand der Kirche ist heute fensterlos. Ursprünglich vorhandene Fenster wurden zugemauert. Im Osten wird die Kirche durch einen polygonalen Chor mit Fünfachtelschluss abgeschlossen.
Das Kirchenschiff ist innen im Langhaus durch Gurtbögen in fünf Joche gegliedert. Die Decke ist im Chor mit einem Stern- und im Langhaus mit Netzgewölben überspannt. Die Fensteröffnungen an der Südseite sind weitgehend in ihrem spätgotischen Originalzustand erhalten. Ihr Sandsteinmaßwerk zeigt Fischblasen, während sich an den zugemauerten Fenstern an der Nordseite schuppenartiges Maßwerk erhalten hat. Die Fenster des Chores haben ein einfaches Stabwerk.

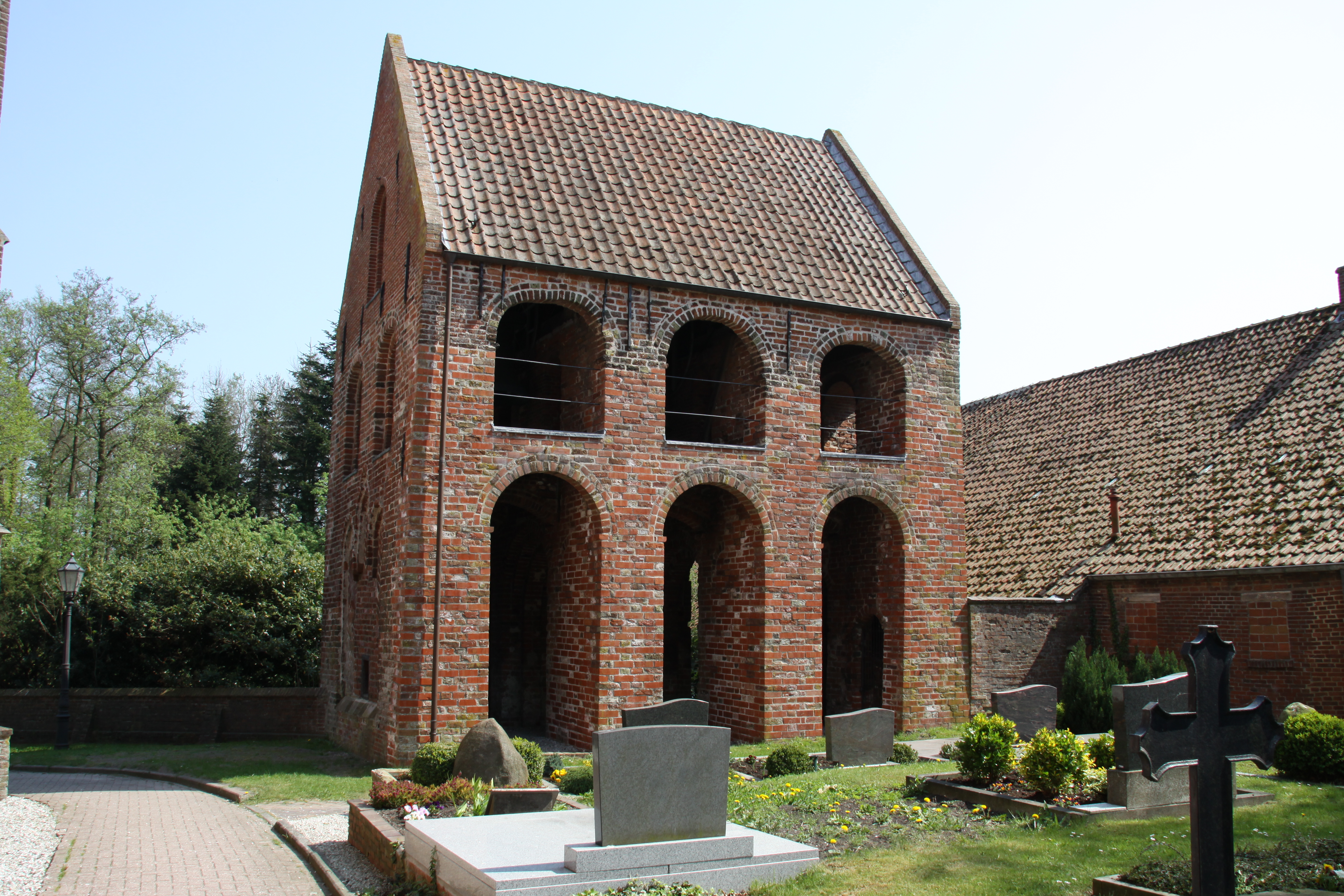
Glockenhaus („Turm“)

Ältester Teil des Kirchenensembles ist das frei stehende Glockenhaus („Glockenturm“) aus dem 13. Jahrhundert, das nach dem Parallelmauertyp errichtet wurde. Es ist zweigeschossig und weist je drei rundbogige Schallarkaden auf, im Giebel zwei weitere Rundbogen-Arkaden. Dort sind zwei Glocken untergebracht:
- Die große Glocke, eine historische Bronzeglocke, wurde 1789 von Mammeus Fremy und Mammeus F. Heidefeld gegossen. Sie wiegt 2750 kg und weist einen Durchmesser von 1612 mm auf. Sie klingt mit dem Schlagton c'-1.
- Die kleine Glocke, eine Eisenhartgussglocke, wurde von der Wilhelmshütte (Bornum) 1959 gegossen. Sie wiegt 1800 kg und hat einen Durchmesser von 1535 mm. Sie klingt mit dem Schlagton es'-2.

Zusätzlich hängt im Dachreiter des Kirchengebäudes noch eine mittelalterliche Stundenschlagglocke.

## Ausstattung
Von den ursprünglichen Malereien am Netzgewölbe des Schiffes sind nur noch Reste zu sehen. Aus dem ersten Viertel des 16. Jahrhunderts stammt das Deckengemälde über dem Mittelfenster im Chorgewölbe mit Christus als Weltenrichter. Das flammende Schwert und die blühende Lilie weisen auf seine Gerechtigkeit und Barmherzigkeit sowie auf seine weltliche und geistliche Macht hin und begegnen regelmäßig bei Darstellungen des Jüngsten Gerichts. Wahrscheinlich handelt es sich um die letzten vorreformatorischen Fresken in Ostfriesland.
Eine abgetretene Grabplatte im Chor datiert von 1489 und zeigt einen Kelch. Der Teil, auf dem der Name des Verstorbenen stand, ist abgebrochen. Vincent Lukas gestaltete zwei Grabplatten mit Darstellungen des Totentanzes, die sich heute in der Hinteraner Kirche befinden. Eine stellt zwischen Säulen und verzierten Rundbögen die 1547 gestorbene Jungfer Oeffer Emke Ripperda dar, eine andere den Junker Frederick Ripperda. Auf einem Wandgrab ist Junker Omeko Ripperda zu sehen, dessen Beine durch einen Unfall amputiert wurden, als ein Wagen über sie fuhr. Der Glaube an die leibhaftige Auferstehung wird daran erkennbar, dass er weiter oben als junger Mann mit wiederhergestellten Gliedern dargestellt wird.
Der Taufstein von 1569 in Gestalt eines Pokals weist auf die Formgebung der Renaissance. Im Jahr 1616 wurden der Abendmahlstisch und das Chorgestühl gefertigt. Meister Albert Frerichs schuf im Jahr 1695 die Barockkanzel mit Hermen im unteren Bereich, gedrehten Säulen und Fruchtgehängen zwischen den Feldern des Kanzelkorbs und einem großen sechseckigen Schalldeckel. Zu Beginn des 18. Jahrhunderts entstand die Prieche für den Kirchenpatron. Das Gestühl geht auf das Jahr 1761 zurück. Die Bleiverglasung der Fenster stammt aus dem Jahr 1909.

### Orgel
Für das Jahr 1539 ist in Hinte ein Organist Martinus bezeugt. Reparaturen an der Orgel wurden 1580 und 1584 durchgeführt. Ein größerer Umbau und eine Umsetzung auf die Chorschranke erfolgte 1613 bis 1619. Die Orgel wurde 1645 bis 1653 durch Jost Sieburg („Joest Seborch“) und 1748/49 durch Johann Friedrich Constabel repariert. Johann Friedrich Wenthin schuf 1776–1781 eine neue Orgel, von der noch der historische Prospekt erhalten ist. 1909 ersetzten P. Furtwängler & Hammer das komplette Pfeifenwerk und bauten eine pneumatische Traktur ein. Hinter der historischen Front, mittlerweile auf der Empore im hinteren Teil der Kirche, errichteten die Orgelbauer Ahrend & Brunzema 1958 eine neue Orgel mit acht Registern auf einem Manual und angehängtem Pedal.

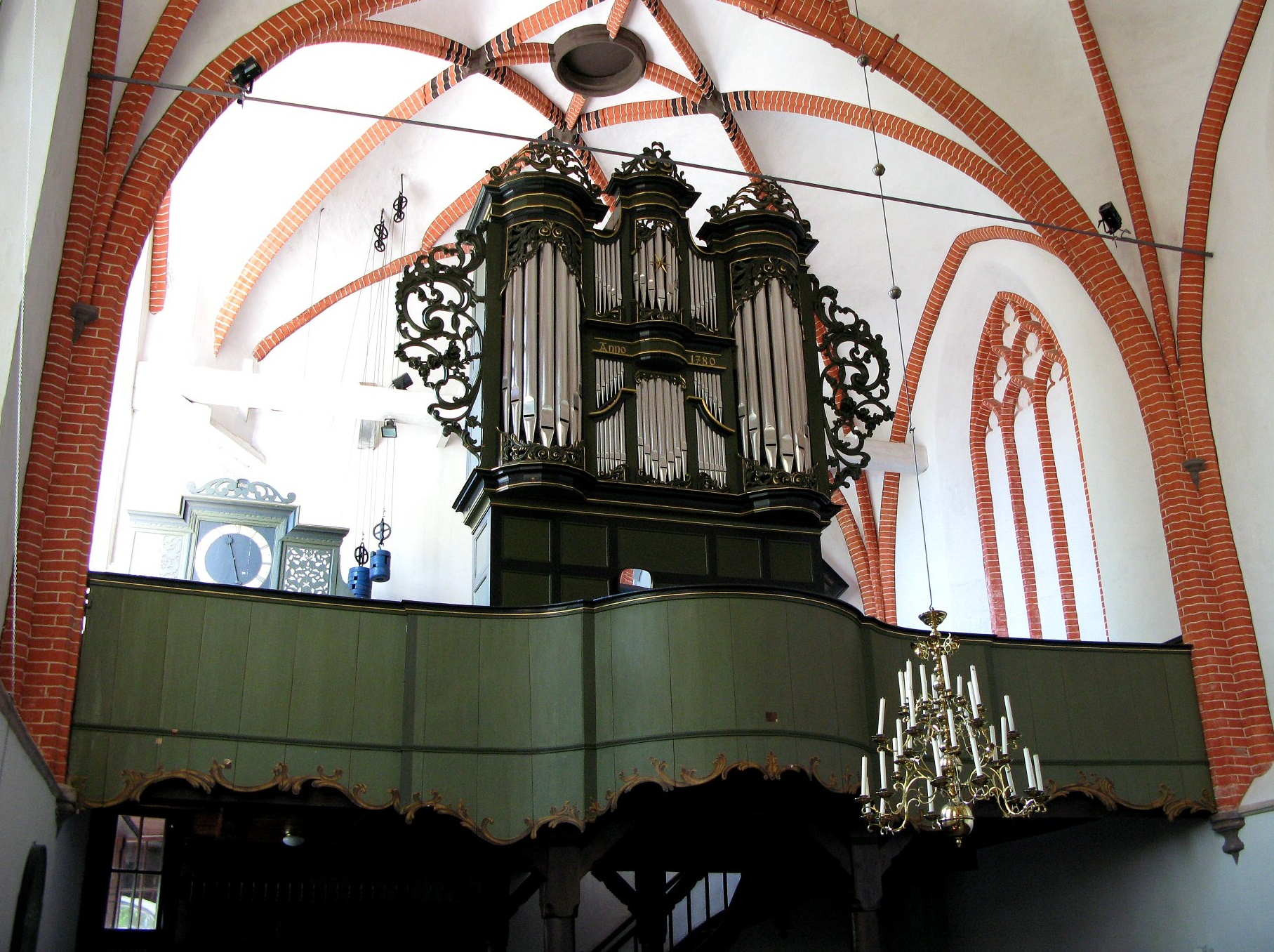
Ahrend & Brunzema-Orgel hinter dem historischen Prospekt

| I Manual C–f3 |             |       |
| 1.            | Quintadena  | 16′   |
| 2.            | Praestant   | 8′    |
| 3.            | Gedackt     | 8′    |
| 4.            | Oktave      | 4′    |
| 5.            | Spitzflöte  | 4′    |
| 6.            | Oktave      | 2′    |
| 7.            | Mixtur IV–V | 1 ⁄3′ |
| 8.            | Trompete    | 8′    |
|               | Zimbelstern |       |

| Pedal C–f1 |
| angehängt  |